# Triplophysa strauchii ulacholicus
Triplophysa strauchii ulacholicus is een ondersoort van de straalvinnige vissen uit de familie van de bermpjes (Nemacheilidae). De wetenschappelijke naam van de soort is voor het eerst geldig gepubliceerd in 1905 door Anikin.